# Froilán Salazar y Rives
Froilán Salazar y Rives (València, 1830 - 1912) fou un militar i polític valencià. El 1845 va ingressar a l'exèrcit espanyol i es distingí en reprimir progressistes i republicans el 1856 i carlins el 1868. Va assolir el grau de coronel.
El 1869 fou destinat a lluitar contra els insurgents de Cuba, però poc després va tornar a la península per tal de dirigir l'Exèrcit del Nord en la tercera guerra carlina. El 1889 ascendí a general de brigada i passà a la reserva. Membre del Partit Conservador fidel a Antonio Cánovas del Castillo, va ser batlle de València el 1895-1896. Durant el seu mandat va crear la Guàrdia Municipal Muntada i va ser president de la Creu Roja. Quan es va produir l'escissió de Francisco Silvela y de Le Villeuze, es va mantenir fidel al canovisme i fou nomenat senador per València el 1896, tot i que no va pas jurar el càrrec.